# میلبروک (ویرجینیای غربی)
میلبروک (به انگلیسی: Millbrook) یک منطقهٔ مسکونی در ایالات متحده آمریکا است که در ویرجینیای غربی واقع شده‌است.